# 2021年河北大巴坠河事故
2021年河北大巴坠河事故是指2021年10月11日在河北省石家庄市平山县发生的一起大巴落水事故。当日上午7时许，敬业集团的一辆载有51人的通勤大巴车在平山县滹沱河王母桥涉水通行并倾覆坠河，事故共造成14人死亡。

## 背景
事發地王母橋為連接滹沱河兩岸的橋樑。據當地村民介紹，滹沱河連接崗南水庫和黃壁莊水庫，往年水庫漲水滹沱河便跟著漲水，因王母橋並非是地勢高的大橋，水會漫過橋面。2021年10月3日至6日，平山縣當地均有降雨。10月9日11時起，滹沱河上游崗南水庫下泄流量已加大至150立方米每秒，滹沱河水位在事發前數日接連上漲。10月7日早晨6時許，河水已經淹過王母橋橋面，車輛暫時禁止通行，惟至7時40分左右，橋面水位趨於穩定，車輛可以涉水通行。目擊者稱，橋面在事發前三四天也始終處於淹水狀態。事發前，當地正在王母橋一側修建一座817米長的高橋墩公路橋，跨越滹沱河，取名為「鋼城路滹沱河大橋」。
因上游崗南水庫放水，事發橋面有水漫上，該路段事發前並不能正常通行，有保安人員值守。現場視頻顯示，事發前仍能看到有車輛涉水通過該路段。平山縣一位副縣長對新京報表示，交警曾在涉水的王母橋上攔截含敬業集團大巴在內的三輛車，其餘兩輛車最終均繞行，但大巴堅持從王母橋上通過。
敬业集团总部位于平山县，2021年首次登上《财富》世界500强榜单，排名375位，为了保证产能，敬业集团实行白晚班制度。敬业集团的通勤班车在县城有多个集合点，早上7点，多辆班车会沿着钢城路行驶30分钟左右将职工送往集团和晚班的职工交班，此次出事的通勤大巴车就是送员工上白班的一辆车。

## 处置
事故发生后不久，司机被公安部门控制。当地市、县主要领导赶赴现场成立救援指挥部，组织应急、消防等部门搜救，中国公安部部长赵克志指派公安部副部长刘钊率工作组赶赴事故现场指导调查处置工作，国务院应急管理部也派出工作组会同公安和交通运输等部门指导救援处置和调查处理工作。
10月11日上午8時許，大巴車被打撈出水，車頭車尾受損嚴重，擋風玻璃大面積破碎。當地的救援隊事後表示，水下情況複雜，救援難度較大，有落水人員在距離落水點200-300米、水下十幾米的位置被發現。12日14時許，最後一名落水失聯者在事發地一里多以外被找到，已無生命體徵，最終共計14人遇難。